# Giorgio Macchi
Giorgio Macchi (Milano, 12 gennaio 1930 – Milano, 4 agosto 2023) è stato un ingegnere italiano.
Ha proseguito nel compito di portare l'ingegneria civile italiana a livello internazionale con la salvaguardia di monumenti storici famosi in tutto il mondo. È considerato uno dei massimi specialisti in campo internazionale nel restauro statico degli edifici storici, nella muratura, nelle costruzioni antisismiche e nelle strutture in calcestruzzo armato.

## Opere maggiori
L'elevato livello delle sue competenze scientifiche e professionali, unitamente alla passione e all'impegno dedicato
sono stati ripagati con il doversi occupare del consolidamento statico delle seguenti opere:
- Torre pendente di Pisa (intervento di stabilizzazione e consolidamento murario)[1][2]
- Basilica di San Pietro in Vaticano (consolidamento statico facciata del Maderno)
- Torri medievali e Duomo di Pavia (sistema di monitoraggio, indagini e analisi con elementi finiti, consolidamento dei pilastri e della Cupola)
- Campanile di San Marco - Venezia (indagini e analisi con elementi finiti fino alla diagnosi e consolidamento delle fondazioni, sistema di monitoraggio)[3]
- Cappella della Sacra Sindone - Torino (riabilitazione strutturale)
- Castello Visconteo (Voghera) (indagini, diagnosi e progetto di strutture di emergenza)
- Centrale termoelettrica Santa Barbara - Toscana - Torri di refrigerazione (interventi di adeguamento)
- Ferrovia Milano-Bologna (alta velocità) - Sistema Viadotti Modena “Tipo Omega”[4][5][6]
- Pontile Saras in Sarroch - Sardegna (lunghezza 1125 m con impalcato di travi precompresse e fondazioni di pali in acciaio)
- Ponte strallato sul fiume Rusizi al confine tra il Burundi e lo Zaire (concezione e progetto esecutivo; ponte costruito in due parti, una metà su di una riva e l'altra metà sull'altra riva, poi spinte sul fiume tramite rulliere fino alla loro unione.)

## Biografia
Il padre Stefano Macchi è stato ragioniere all'Arsenale. La mamma Giovanna Niada professoressa di francese. La sorella Rosanna ha avuto una farmacia. Ha sposato Marilì Escoffier da cui ha avuto 6 figli Valentina, Stefano, Anna, Guido, Andrea, Paolo e 6 nipoti.
Laureato in Ingegneria Civile al Politecnico di Torino nel 1952, fu assistente di Franco Levi (ingegnere)
che a sua volta fu assistente di Gustavo Colonnetti.
Come professionista ha collaborato con Silvano Zorzi con il quale ha progettato i ponti sull'autostrada del sole sul Po a Mortizza nel 1958 e sull'Arno a Incisa e a Levane nel 1964. Direttore tecnico della In.Co. Ingegneri Consulenti S.p.A. fino al 1962, ha poi fondato uno studio tecnico come socio. Dal 1990 si è occupato sia di ponti che della stabilità strutturale di alcuni monumenti storici con Stefano Macchi.
Autore di oltre 130 pubblicazioni scientifiche che riguardano in particolare il cemento armato ordinario e precompresso, la sismica, le murature ordinarie o armate, i problemi strutturali degli edifici storici.

## Incarichi ricoperti in ambito scientifico
- Docente al Politecnico di Torino dal 1955
- Direttore dell'Istituto di Scienza delle Costruzioni dell'Università di Architettura di Venezia fino al 1973
- Direttore dell'Istituto di Scienza e Tecnica delle Costruzioni dell'Università di Pavia
- Preside della Facoltà di Ingegneria dell'Università di Pavia
- Professore Emerito di Tecnica delle Costruzioni alla Facoltà di Ingegneria dell'Università di Pavia
- Vicepresidente nel Comité Européen du Béton (CEB)
- Fédération Internationale du Béton (FIB)[8]
- Socio Onorario dell'Associazione Italiana Calcestruzzo Armato e Precompresso (AICAP)[9]
- Vicepresidente dell'International Association for Bridge and Structural Engineering (IABSE)
- Council of Tall Buildings negli Stati Uniti
- UNIDOP (organismo delle Nazioni Unite in tema sismico)
- Conseil International du Bâtiments (CIB) (murature e sismica)
- Institution of Structural Engineers (commissione Soil/structure)
- Institut fur Bautechnik di Berlino
- Consiglio svedese per le ricerche sulle costruzioni
- Comitato internazionale per la sicurezza strutturale (JCSS)
- Associazione internazionale dei laboratori e degli esperti nei materiali da costruzione, sistemi e strutture (RILEM)
- Rappresentante dell'Italia nel Comitato di Presidenza degli Eurocodici
- Presidente della Commissione-specchio italiana (Commissione di Ingegneria Strutturale che raggruppa circa 200 specialisti).

Dal 1980 ha avuto incarichi che lo hanno portato a specializzarsi nel monitoraggio, nel consolidamento e nella conservazione di monumenti storici.
- Commissione sul crollo della Torre civica di Pavia
- Presidente della Commissione Ministeriale per le Torri Medioevali e il Duomo di Pavia
- Comitato Internazionale per la salvaguadia della Torre di Pisa
- Comitato scientifico del Centro di Leuven per la Conservazione
- Membro dell'International Council on Monuments and Sites (ICOMOS), ha operato alla redazione delle Raccomandazioni per il consolidamento dei monumenti per l'International Scientific Committee on the Analysis and Restoration of Structures of Architectural Heritage (ISCARSAH)
- Esperto dell'UNESCO per il Ponte di Mostar
- Consigliere del Direttore dell'UNESCO per i Minareti dell'Afghanistan
- Membro del Comitato Tecnico Scientifico per la METROC di Roma

## Altre opere
- Cenacolo Vinciano (indagini, analisi con elementi finiti, diagnosi)
- Ponte dei Tre Archi - Venezia (consolidamento statico)
- Cattedrale di Notre-Dame (Tournai) - Belgio
- Cattedrale di Città del Messico
- Minareto di Jam e Minareto di Herat (indagini e diagnosi)
- Abbazia di Chiaravalle - edificio foresteria - (rilievo geometrico e della patologia fessurativa, consolidamento della muratura portante)
- Campanile del Duomo di Pordenone
- Villa Medici - Roma (indagini e diagnosi)
- Viadotto dell'Autostrada del Sole a nord di Incisa in Val d'Arno realizzato nel 1962 con una soluzione caratteristica, archi in cui la chiave centrale è costituita da una trave. Con questa soluzione, è stata ottenuta la campata centrale di 104 m di luce e 70 di altezza.
- Viadotto Bolu Mountains dell'Autostrada Istanbul-Ankara di 2400 m che attraversa la Faglia Anatolica.
- Silo a Contarina in provincia di Rovigo (consolidamento con precompressione di un silo da 50000 m³ della Eridania)
- Quinto palazzo uffici dell'ENI a San Donato Milanese - Milano (struttura inusuale con pilastri in struttura mista acciaio-calcestruzzo con volumetria di 200000 m³)
- Ponte di Versa sul Torre (viadotto a piastra continua in cemento armato precompresso, continuo senza giunti della lunghezza di 600 m)
- Stari Most (Ponte di Mostar)

Per mantenere questa pagina in formato enciclopedico, non vengono elencati tutti i progetti, i brevetti e le pubblicazioni scientifiche che possono essere trovate in rete o nelle Università.
Nel 2019 è stato pubblicato il libro "GIORGIO MACCHI PROGETTI".

## Onorificenze
- Medaglia d'oro per la salvaguardia della Torre di Pisa
- Socio nazionale dell'Accademia delle scienze di Torino[11]
- Premio Cultura Politecnica nel Mondo del Politecnico di Torino